# 伊佐利亞齊亞監獄

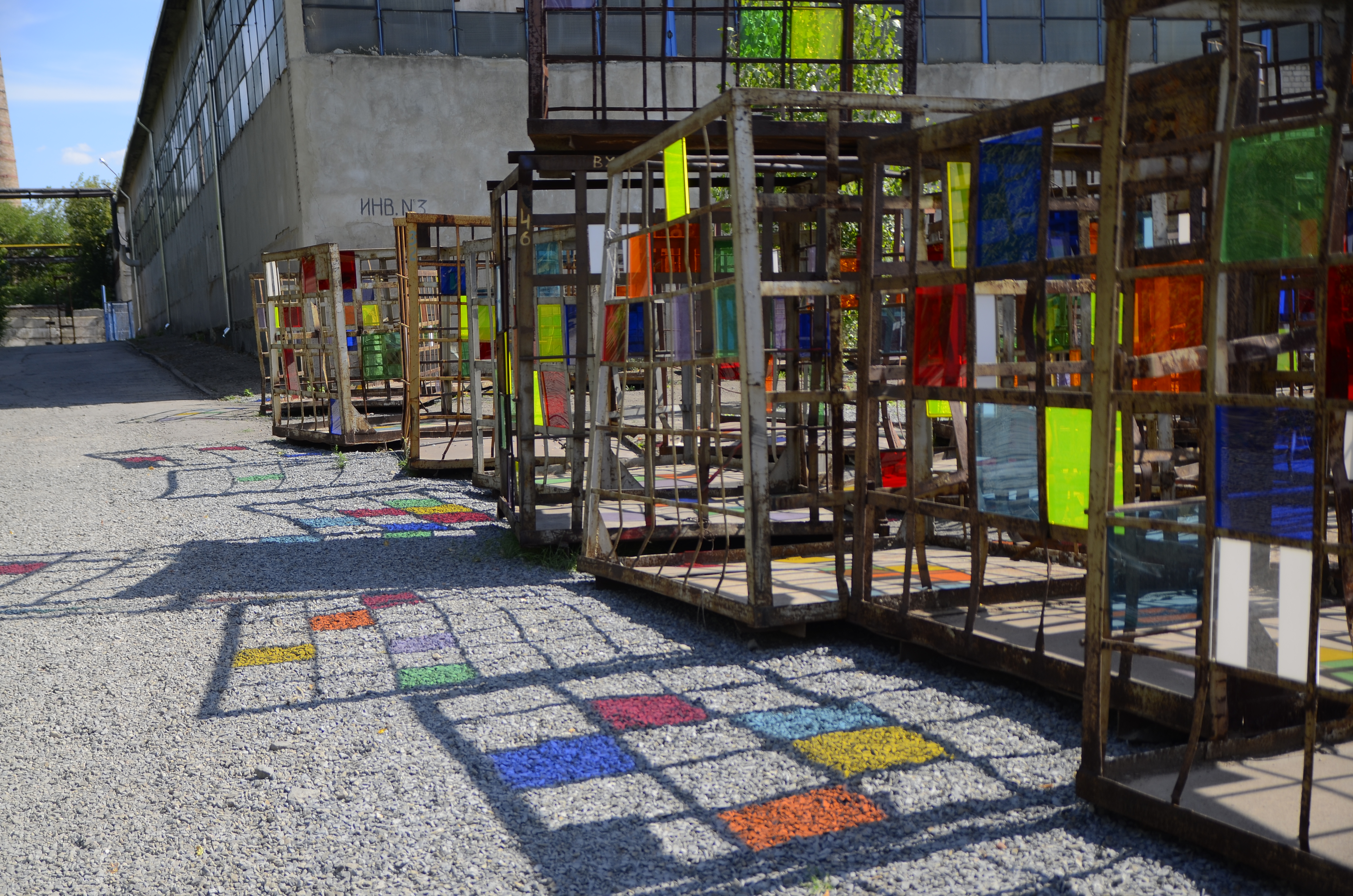

伊佐利亞齊亞（羅馬化：Izolyatsiya，羅馬化：Izoliatsiia，直译：“隔離”）是位於烏克蘭東部城市頓涅茨克的工廠及藝術中心，在2014年因被俄軍占領而被迫關閉，後；來成爲針對親烏人士的秘密監獄或酷刑所，由頓涅茨克人民共和國營運。後來，頓涅茨克人民共和國將此設施改建成爲“國家安全部”。伊佐利亞齊亞也是頓巴斯親俄武裝的训练设施，設有汽车、军事技术和武器的仓库。許多被拘留者未经過适当调查就已經被“法院”定罪。在许多已知的案例中，伊佐利亞齊亞監獄囚犯在遭受酷刑后才被迫认罪。